# Křest za mrtvé

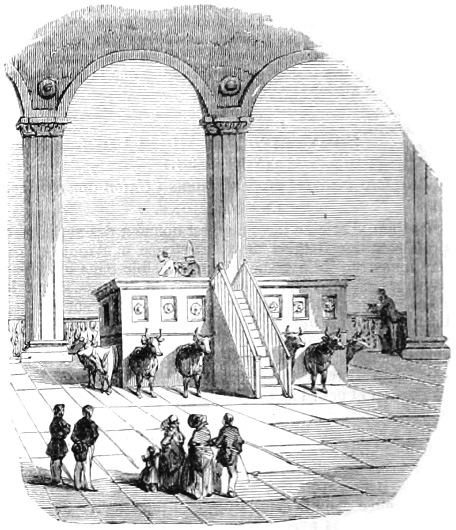
Moderní ilustrace jedné z podob křtů za mrtvé

Křest za mrtvé (též křest za zemřelé, křest za zesnulé) je akt, při němž členové náboženského společenství dodatečně (posmrtně) pokřtí své za života nepokřtěné zemřelé předky ve víře, že jim tak umožní stát se posmrtně členy společenství a dosáhnout nebeského spasení.

## Historie
Křest za mrtvé praktikovala zejména některá raná křesťanská společenství. Dle Jana Zlatoústého a Tertuliána praktikovali křest za zemřelé následovníci Markióna (110–160). Efifanius křest za zemřelé zmiňuje v souvislosti s následníky Cerintha, žijícího na přelomu 1. století.
Dle Pastýře Hermova měli křest za mrtvé ustanovit apoštolové a učitelé první generace po Kristu. Křest za mrtvé je zmiňován i v novozákonních apokryfech, např. v Petrově apokalypse, Šalamounových ódách a Pistis Sofia.
Některá společenství se při křtech za mrtvé odkazovala na slova apoštola Pavla v Bibli, kde říká:
Co potom budou dělat ti, kteří se dávají křtít za mrtvé? Jestliže mrtví vůbec nevstávají, proč se za ně dávají křtít?
1. Korintským 15,29

Apoštol Pavel pravděpodobně parafrázoval starozákonní deuterokanonickou knihu, v níž se píše:
Kdyby nebyl přesvědčen, že padlí vstanou, bylo by zbytečné a marné modlit se za mrtvé. On však byl přesvědčen (…) a proto dal přinést smírčí oběti za mrtvé, aby jim byly odpuštěny hříchy.
2. kniha Makabejská 12,43–45

### Reakce
Klement Alexandrijský (150–216) označoval křest za mrtvé za pohanský zvyk a přisuzoval ho hlavně gnostikům. V rané církvi byly sice poměrně rozšířeny modlitby za zesnulé, akt přímého křtu za zemřelé byl však výsadou více či méně důležitých menšin. Na koncilu (synodě) v Hippu roku 393, kde byl také potvrzen biblický kánon, byl křest za zemřelé zakázán. Synoda říká: „Eucharistie nebude dávána mrtvým a mrtví nebudou ani křtěni.“ Ke stejnému závěru i třetí koncil v Kartágu (397), který křest za mrtvé zakázal ve svém šestém kánonu. Mše za mrtvé se však vykonávají dodnes.

### Současnost
V současné době praktikují křest za zemřelé např. mormoni.

## Křty za mrtvé v mormonismu

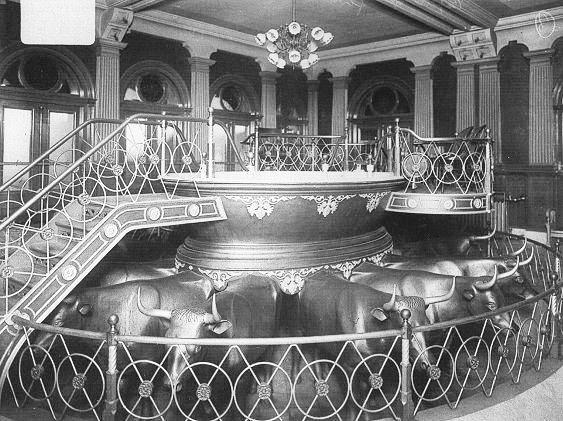
Křtící nádrž pro křty za mrtvé v mormonském Chrámu

Mormonská praxe křtů za mrtvé počala roku 1840, když mormonský prorok Joseph Smith představil tuto nauku nově vzniklému náboženskému hnutí v Americe. K vykonání křtu byla údajně zapotřebí moc kněžství.

### Počátky
Zpočátku (v roce 1840) se křty za mrtvé vykonávaly v řece Mississippi nebo v místních vodních tocích. Zástupné křty v řece se přestaly provádět 3. října 1841, kdy Joseph Smith oznámil: „Křty za mrtvé se již nebudou vykonávat, dokud se tento obřad nebude moci provádět v domě Páně… Neboť tak praví Pán!“ Členové mormonské církve začali rychle stavět dočasnou dřevěnou křtitelnici v nově vyhloubeném suterénu chrámu Nauvoo. Křtitelnice, vyrobená z wisconsinské borovice, spočívala na hřbetu 12 dřevěných volů. Byla zasvěcena 8. listopadu, aby se používala „dokud nebude chrám dokončen a kdy její místo zaujme křtitelnice trvanlivější“. 21. listopadu 1841 vykonalo šest členů Kvora Dvanácti křty za 40 lidí, kteří již zemřeli – byly to první křty za mrtvé, které se vykonaly ve křtitelnici.

### Genealogie
Mormoni velmi často bádají v rodových genealogiích po svých dávných předcích, ačkoliv vykonávají křty i za cizí (nepříbuzné) mrtvé. Největší mormonská církev CJKSPD je proslulá tím, že disponuje jednou z nejrozsáhlejších genealogických databází na světě. Členové této církve vykonávají křty za mrtvé ve speciálních chrámových křtitelnicích a vykonávají za mrtvé také další obřady, jako například Obdarování.

### Nauka a Smlouvy
Mormonské svaté Písmo Nauka a Smlouvy popisuje křty za mrtvé podrobně ve 2 oddílech (127 a 128). Jde o dopisy, které členům církve napsal prorok Joseph Smith a vysvětluje v nich praktické návody i teologické pozadí celé nauky.
V tom je sláva a čest a nesmrtelnost a věčný život – Obřad křtu vodou, býti do ní ponořen, aby to odpovídalo podobnosti mrtvých, aby jedna zásada mohla býti v souladu s druhou; býti ponořen do vody a vyjíti z vody je v podobnosti vzkříšení mrtvých při vyjití z hrobu jejich; tudíž, tento obřad byl ustanoven, aby tvořil spojitost s obřadem křtu za mrtvé, jsa v podobnosti mrtvých. Následkem toho byla zřízena křticí nádrž jako podobenství hrobu a bylo přikázáno, aby byla pod místem, kde jsou žijící zvyklí se shromažďovati, aby se rozlišili žijící a mrtví a aby všechny věci mohly míti podobnost svou…
Nauka a Smlouvy 128:12–13
Podle učení Josepha Smithe byly křty za mrtvé naplněním slibu o Elijášově kněžství, které bylo předáno v kirtlandském chrámu, jak je zaznamenáno v Oddílu 110 (viz Nauka a Smlouvy).
Malachiáš praví (poslední kapitola, verše 5–6): „Vizte, pošlu vám Eliáše, proroka, před příchodem velikého a hrozného dne Páně; A on obrátí srdce otců k dětem a srdce dětí k otcům jejich, abych nepřišel a nestihl zemi prokletím…“ Země tedy bude stižena prokletím, pokud nebude existovat stmelující článek nějakého druhu mezi otci a dětmi – a vizte, co je onou věcí? JE TO KŘEST ZA MRTVÉ. Neboť my bez nich nemůžeme býti učiněni dokonalými; ani oni bez nás nemohou býti učiněni dokonalými.